# دان جاكوبسون
دان جاكوبسون (بالإنجليزية: Dan Jacobson)‏ هو مؤلف جنوب أفريقي، ولد في 7 مارس 1929 في جوهانسبرغ في جنوب أفريقيا، وتوفي في 12 يونيو 2014 في هامبستاد في المملكة المتحدة.

## وصلات خارجية
- دان جاكوبسون على موقع الموسوعة البريطانية (الإنجليزية)